# Ellmau
Ellmau este un oraș în Austria.